# 日本スポーツマスターズ サッカー競技の部
日本スポーツマスターズ サッカー競技の部（にほんスポーツマスターズ サッカーきょうぎのぶ）は、日本スポーツマスターズの開催競技であるサッカー大会である。

## 概要
本大会では競技性が高い35歳以上の選手が出場し、いわゆる、シニア版国体とも呼ばれている日本スポーツマスターズの中で、公益財団法人日本スポーツ協会と日本サッカー協会が共催のサッカー大会である。2001年に宮崎県で第1回大会が行われた。 静岡県選抜が最多優勝4回を誇る。

## 歴代優勝チーム
| 回 | 年     | 優勝チーム                 |
| -- | ------ | -------------------------- |
| 1  | 2001年 | 宮崎県選抜                 |
| 2  | 2002年 | 神奈川教員シニア           |
| 3  | 2003年 | 兵庫県シニア選抜           |
| 4  | 2004年 | 高麗サッカークラブ         |
| 5  | 2005年 | 静岡県シニア選抜           |
| 6  | 2006年 | 静岡県シニア選抜           |
| 7  | 2007年 | FCプリメーロ福島レジェンド |
| 8  | 2008年 | 静岡県選抜                 |
| 9  | 2009年 | 静岡県選抜                 |
| 10 | 2010年 | 兵庫県シニア40選抜         |
| 11 | 2011年 | 愛知県選抜マスターズ       |
| 12 | 2012年 | 藤枝フットボールクラブ     |
| 13 | 2013年 | 鹿児島県O-35選抜           |
| 14 | 2014年 | 鹿児島県O-35選抜           |
| 15 | 2015年 | 札幌選抜                   |
| 16 | 2016年 | 札幌選抜                   |
| 17 | 2017年 | 千葉県OVER35選抜           |
| 18 | 2018年 | 中止                       |
| 19 | 2019年 | 三重県O-35選抜             |